# Efect fotomagnetic
Efectul fotomagnetic este un efect fizic în care un material dobândește proprietăți feromagnetice ca urmare a interacțiunii cu lumina. A fost evidențiat de Samuel L. Oliveira și Stephen C. Rand la universitatea Michigan începând din 2007.